# Valērijs Afanasjevs
Valērijs Afanasjevs, född 20 september 1982 i Daugavpils, Lettiska SSR, Sovjetunionen, är en lettisk före detta fotbollsspelare som bland annat spelat för FK Liepāja, Dinaburg FC och FHK Liepājas Metalurgs.